# Parafia Niepokalanego Serca Najświętszej Maryi Panny w Cholewianej Górze
Parafia Niepokalanego Serca Najświętszej Maryi Panny w Cholewianej Górze – parafia rzymskokatolicka znajdująca się w Cholewianej Górze i należąca do diecezji sandomierskiej w dekanacie Rudnik nad Sanem. Wyodrębniona z parafii Jeżowe 23 czerwca 1952 roku. Prowadzą ją księża diecezjalni. Kościół parafialny pw. Niepokalanego Serca Najświętszej Maryi Panny w Cholewianej Górze wybudowany w 2000. Do parafii należą Cholewiana Góra, Pogorzałka i część wsi Kamień - Podlesie.

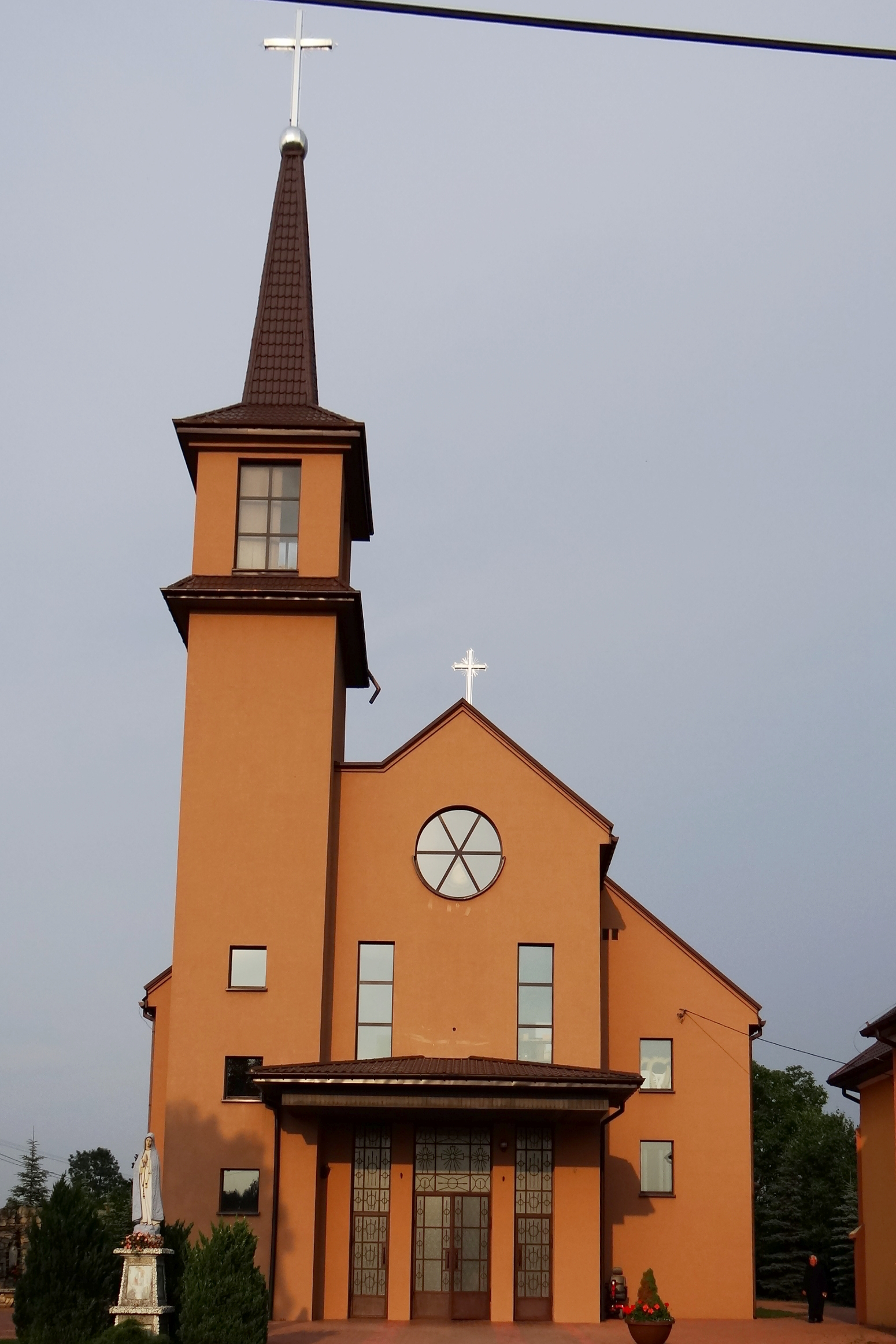
kościół parafialny
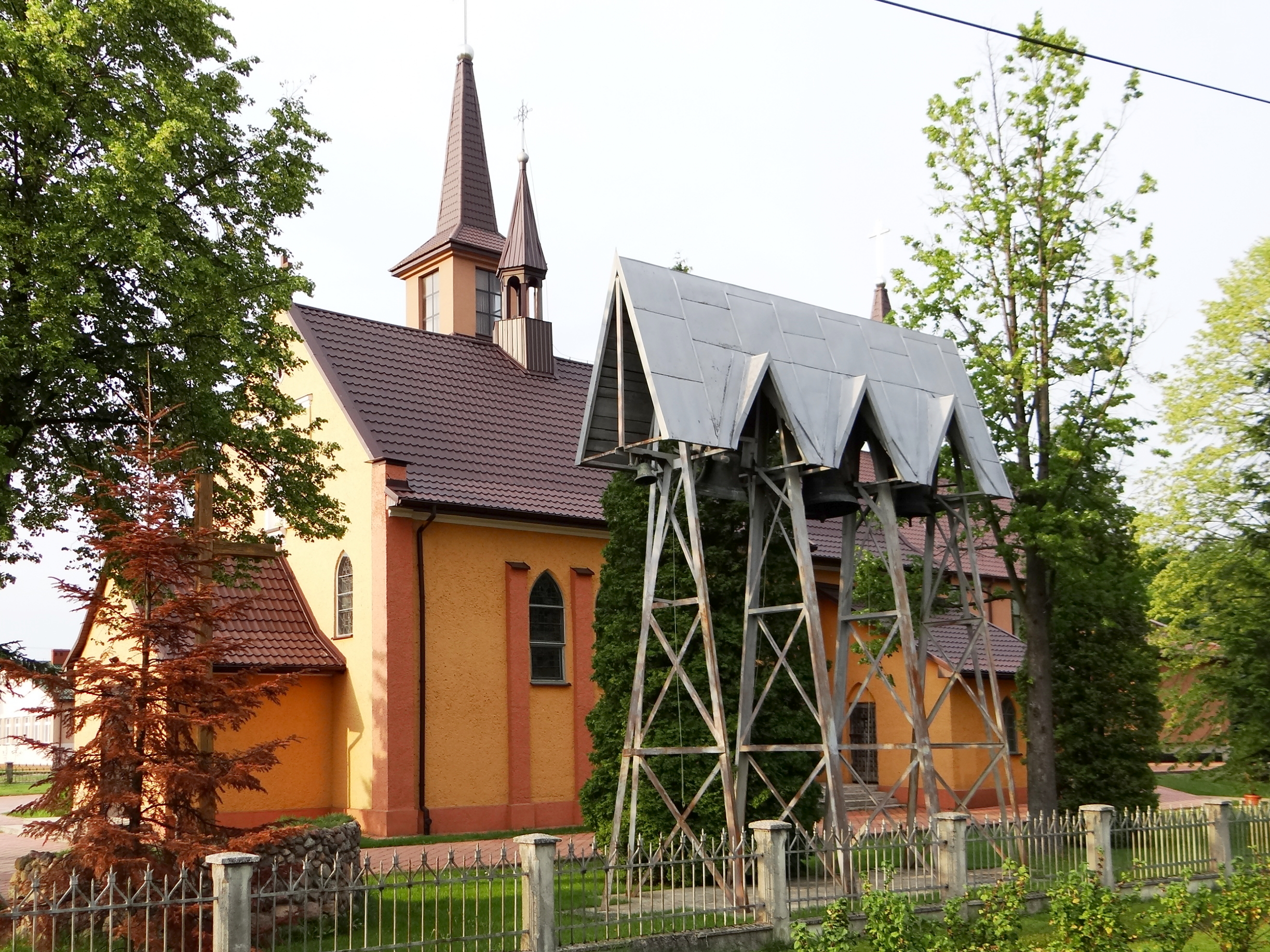
dzwonnica przykościelna
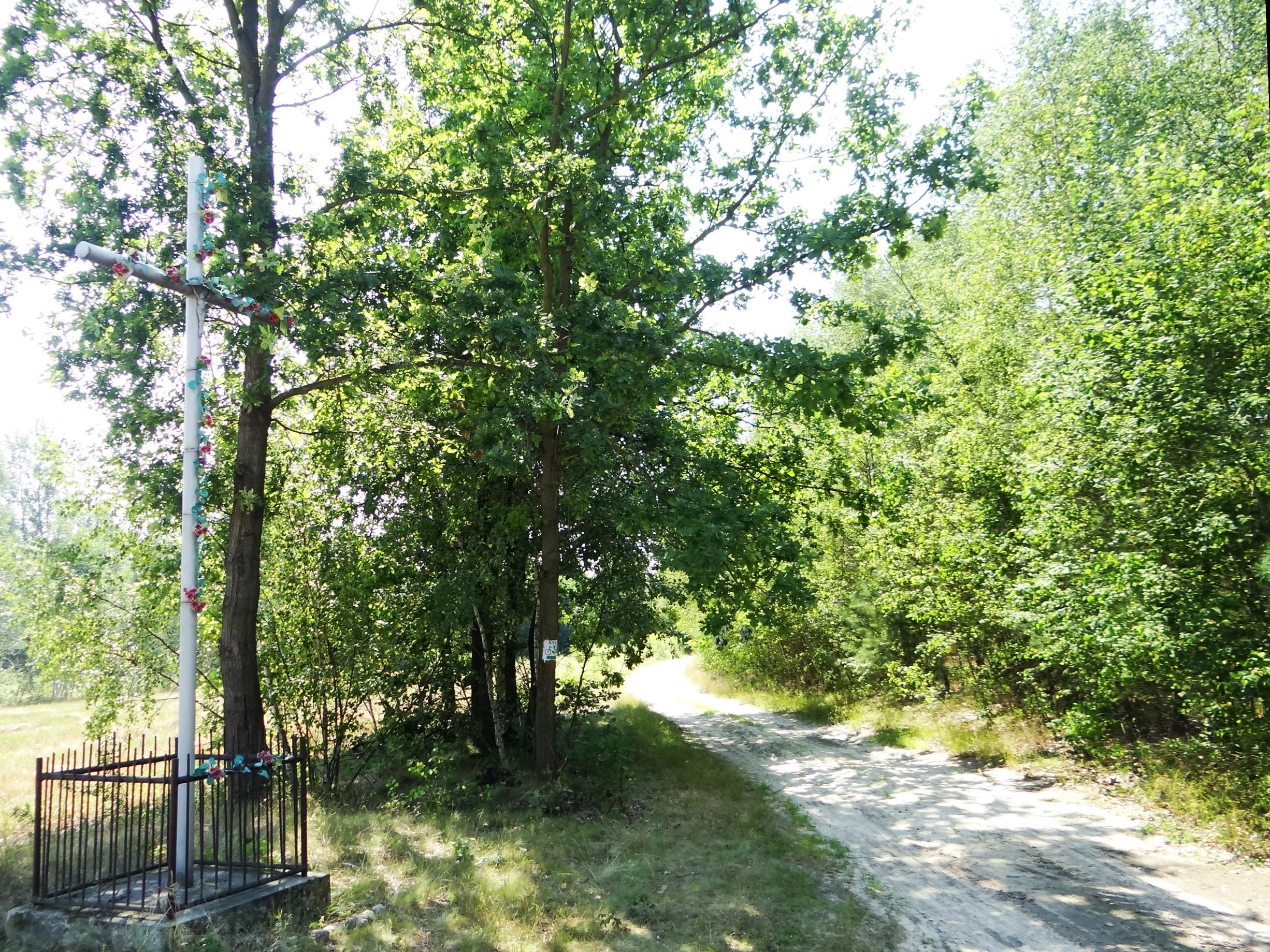
krzyż na Gęsiówce